# Kanton Bonnieux
Kanton Bonnieux (fr. Canton de Bonnieux) je francouzský kanton v departementu Vaucluse v regionu Provence-Alpes-Côte d'Azur. Tvoří ho šest obcí.

## Obce kantonu
- Bonnieux
- Buoux
- Lacoste
- Ménerbes
- Oppède
- Sivergues